# Patricia Grace
Patricia Grace, nom de plume di Patricia Frances Gunson (Wellington, 17 agosto 1937), è una scrittrice neozelandese.

## Biografia
Nata a Wellington nel 1937, vive e lavora a Porirua, più precisamente a Plimmerton.
Laureata in letteratura alla Victoria University of Wellington nel 1989, con la sua raccolta di racconti, Waiariki, uscita nel 1975, è diventata la prima donna Maori a pubblicare un libro in lingua inglese vincendo il PEN/Hubert Church Award.
Nella sua lunga carriera ha dato alle stampe sette romanzi, sette raccolte di racconti, cinque libri per l'infanzia e una biografia divenendo una figura centrale della letteratura neozelandese.
Vincitrice nel 2001 del Premio Kiriyama con il romanzo Dogside Story, a coronamento della sua attività le è stato conferito nel 2008 il Neustadt International Prize for Literature.

## Opere

### Romanzi
- Mutuwhenua: The Moon Sleeps (1978)
- Potiki (1986), Novi Ligure, Joker, 2017 traduzione di Antonella Sarti Evans ISBN 978-88-7536-414-4
- Cousins (1992)
- Baby No-eyes (1998)
- Dogside Story (2001)
- Tu (2004)
- Chappy (2015)

### Racconti
- Waiariki (1975)
- The Dream Sleepers (1980)
- Collected Stories (1984)
- Electric City and Other Stories (1987)
- Selected Stories (1991)
- La gente del cielo e altri racconti (The Sky People) (1994), Latina, L'argonauta, 2000 traduzione di Antonella Sarti Evans
- Small Holes in the Silence (2006)

### Letteratura per l'infanzia
- The Kuia and the Spider/ Te Kuia me te Pungawerewere (1981)
- Watercress Tuna and the Children of Champion Street/ Te Tuna Watakirihi me Nga Tamariki o te Tiriti o Toa (1984)
- The geranium  (1993)
- Areta & the Kahawai/ Ko Areta me Nga Kahawai (1994)
- Maraea and the Albatrosses/ Ko Maraea me Nga Toroa (2008)

### Biografie
- Ned and Katina (2009)